# 阿爾馬河
44°50′45″N 33°35′38″E / 44.84583°N 33.59389°E

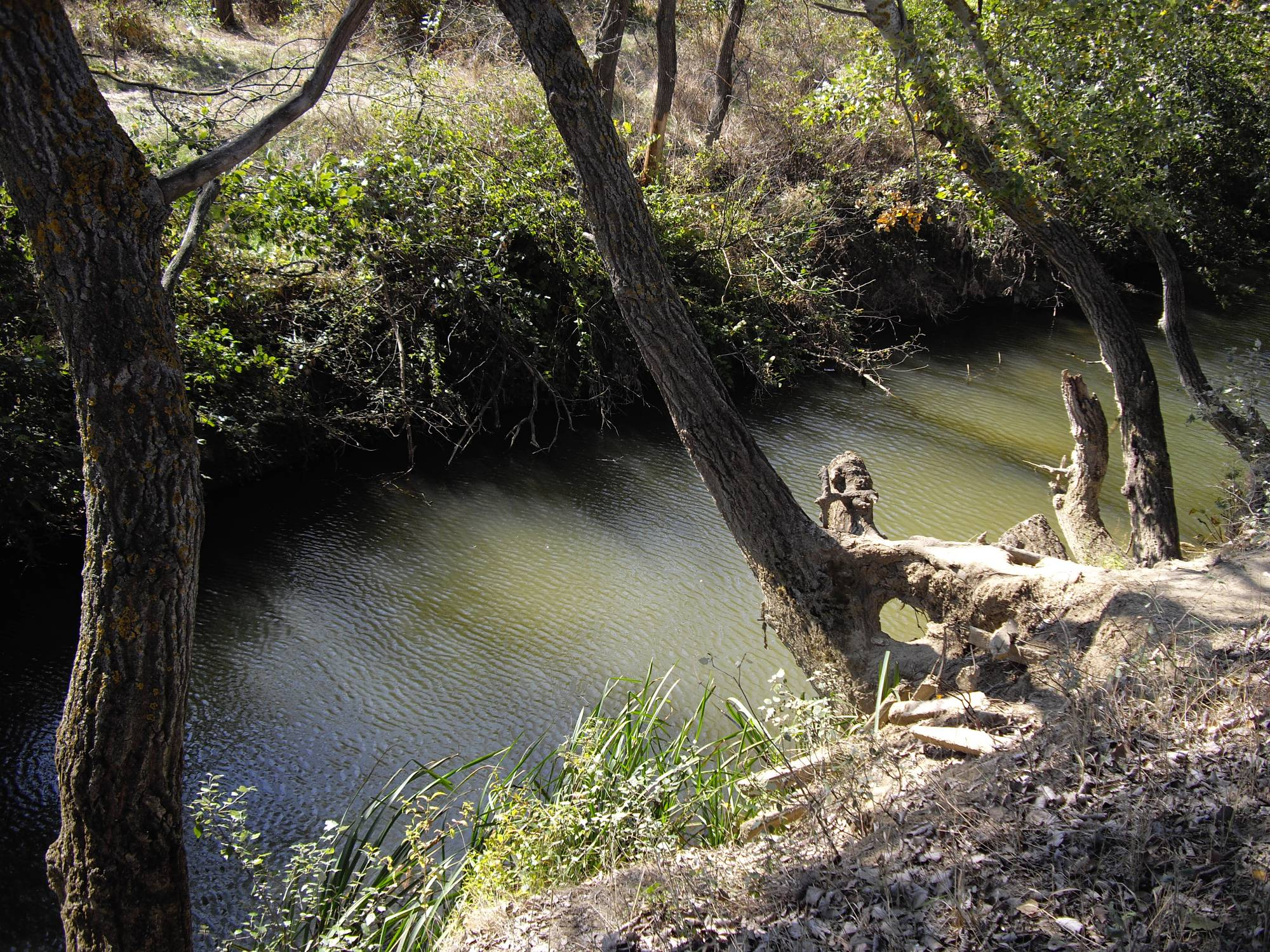

阿爾馬河（俄语，羅馬化：Alma）是烏克蘭的河流，位於克里米亞半島，河道全長約83公里，最終注入黑海，河口處於葉夫帕托里亞和塞瓦斯托波爾之間。